# Jonas Thaliath
Jonas Thaliath CMI (* 21. Dezember 1919 in Puthenpally, Britisch-Indien; † 7. November 1981) war ein indischer Ordensgeistlicher und syro-malabarischer Bischof von Rajkot.

## Leben
Jonas Thaliath besuchte die Grundschule in Ernakulam und die Schule in Trivandrum. Danach trat Thaliath der Ordensgemeinschaft der Carmelites of Mary Immaculate bei und legte am 24. November 1937 die Profess ab. Er studierte Philosophie am Priesterseminar St. Joseph in Mangalore und Katholische Theologie am De Nobili College in Kandy. Am 21. Dezember 1946 empfing Thaliath das Sakrament der Priesterweihe. 1958 wurde er am Päpstlichen Orientalischen Institut in Rom mit einer Arbeit über die Synode von Diamper im Fach Kanonisches Recht promoviert.
Nach der Rückkehr in seine Heimat lehrte Jonas Thaliath am Dharmaram Pontifical Institute in Bangalore, dessen Rektor er von 1966 bis 1969 war. Später wurde Thaliath stellvertretender Generalsekretär der Katholischen Bischofskonferenz von Indien.
Am 26. Februar 1977 ernannte ihn Papst Paul VI. zum ersten Bischof von Rajkot. Der Erzbischof von Ernakulam, Joseph Kardinal Parecattil, spendete ihm am 11. Mai desselben Jahres im Kloster St. Joseph in Mannanam die Bischofsweihe; Mitkonsekratoren waren der Erzbischof von Changanacherry, Antony Padiyara, und der Bischof von Ahmedabad, Charles Gomes SJ.
Jonas Thaliath wurde in der Kathedrale von Rajkot beigesetzt.

## Schriften
- The Synod of Diamper (= Orientalia Christiana Analecta. Band 152). Pontificium Institutum Orientalium Studiorum, Rom 1958, OCLC 851276790.